# København, Kalundborg og - ?
København, Kalundborg og - ? är en dansk komedifilm från 1934 i regi av Ludvig Brandstrup och Holger-Madsen.

## Handling
Ludvig Brandstrup är programledare för ett radioprogram och pratar med rutin i direktsändning. Dessvärre sköter inte regissören sina uppgifter med lika stor omsorg, utan glömmer att kalla de artister som ska medverka i sändningen. Denna glömska är en allvarlig fadäs då det till råga på allt ska sändas en prisbelönt radiopjäs, "Hvor er Jensen?", där det nu saknas skådespelare att framföra den. Brandstrup blir desperat och förtvivlad när han får reda på detta, tills han får det briljanta infallet att spela samtliga roller själv.

## Om filmen
Filmfotografer var Carlo Bentsen och Carl Helm. Filmen hade premiär den 20 augusti 1934 i Danmark.
Medverkar gör flera folkkära danska skådespelare, men även den svenske skådespelaren Gösta Ekman, den amerikanske musikern Louis Armstrong, den brittiska varietégruppen Wilson, Keppel & Betty och flera olika dansorkestrar. Många av artisterna medverkar som sig själva.

## Rollista i urval
- Ludvig Brandstrup - sig själv
- Ib Schønberg - Ludvigs vän och kollega
- Gertrud Jensen - sig själv
- Gösta Ekman -  sig själv
- Jon Iversen - radiolyssnare
- Maria Garland - generalkonsulinna
- Arthur Jensen - frisör
- Petrine Sonne - radiolyssnare
- Ejner Federspiel - radiodirektör
- Aage Foss - radiolyssnare
- Lily Gyenes orkester
- Louis Armstrong med orkester
- Teddy Brown
- Roy Foxs orkester
- Erik Tuxens orkester
- Jimmy Jade
- Wilson, Keppel & Betty (steppdansare)
- Rigmor Reumert
- Palle Reenberg
- Vera Lindstrøm
- Børge Munch Petersen
- Ellen Jansø
- Chr. Engelstoft